# オーメン:ザ・ファースト
『オーメン：ザ・ファースト』（原題：The First Omen）は、2024年に公開されたアメリカ合衆国のホラー映画。
悪魔の子ダミアンを巡る1976年のオカルト・ホラー映画『オーメン』の前日譚にあたる。

## 概要
『オーメン：ザ・ファースト』は、6月6日6時に生まれた悪魔の子ダミアンと、その周囲で起きる怪事件を描いたクラシック・ホラー『オーメン』へと繋がる前日譚であり、『オーメン』のフランチャイズ映画としては、2006年公開の第1作のリメイク版以来18年ぶりの新作となる。
全米では公開初日を含む3日間の興行収入で約836万3000ドルを稼ぎ出し、週末興行成績ランキング初登場第4位にランクインした。同時公開の日本でも初日3日間の興行収入で6448万円・観客動員数4万6169人を記録し、週末興行成績ランキング初登場第8位にランクインした。
本国アメリカでは当初映画配給協会MPAにより、かつての成人指定と同等のNC-17にレーティングされたが、監督とプロデューサーたちの粘り強い交渉と一部の修正を経てR指定になった（詳細は#検閲との戦いを参照）。
日本公開時は映倫の審査により、PG12区分（12歳未満の鑑賞者には保護者の助言や指導が必要）に指定された。

## あらすじ
ハリス神父の教会を訪ねたブレナン神父は、告解部屋の中でハリスから渡された赤子の写真を手に、彼の懺悔を聞いていた。赤子の母は自然な形で子を授かったわけではないというが、“彼ら”が有志の女性を使ったという以外、その方法はとても恐ろしくて話せないという。写真の子は現在10代で、成熟するのを待たれているが、その理由も言えない。逃げるように教会を出たハリス神父は、頭上の足場から落下してきた鉄棒で死亡する。
1971年、アメリカ人女性のマーガレット・ダイノは修道女になるべく、ローマの教会内にある孤児院にやってきた。シルヴァ修道院長の歓迎を受け、未婚の母の手助けもしているという施設内を案内されるマーガレットは、“悪い子の部屋”に閉じ込められている年長の少女カルリータを気にかけるようになる。同年代のルームメイト、ルスに誘われて夜のディスコへ繰り出したマーガレットは、酒を飲んでイタリア人男性のパオロと踊っているうちに気が遠くなる。翌朝、全身汗まみれで目覚めるが、前夜のことは全く覚えていなかった。
ある日、街中でブレナン神父と出会ったマーガレットは、カルリータの周辺で危険なことが起きるから注意するよう警告される。その後、孤児院の分娩室で、恐ろしいものが妊婦の股間から出てくる光景を見て気絶し、さらに子供たちと一緒に中庭で遊んでいる最中、修道女アンジェリカが身体に火を点けて首吊り自殺を遂げた。不可解な出来事が続いたマーガレットは、一度は無視したブレナン神父を訪ねることにする。
ブレナン神父は人々の心から信仰心が薄れている今、教会内の急進派たちが反キリストを巻き起こして不安を煽っていると語る。反キリストを産むための候補であり、山犬を父親に持つ悪魔の子カルリータの出生記録を、教会を破門されて資料を閲覧できない自分の代わりに調べて欲しいとマーガレットに依頼する。マーガレットはディスコで踊ったパオロを見つけ、声をかけるが、彼は動揺し「知らなかったんだ、すまない」と言いながら異常なまでにマーガレットに怯えている。パオロは頭部を指さし「あざを探せ」と話した直後、突進してきた自動車と壁に挟まって死亡する。
ブレナン神父の言葉には半信半疑なマーガレットだったが、修道院長の留守中に部屋に忍びこみ、隠し扉の向こうにある地下室で“スキアーナ”と書かれたファイルを発見。どのファイルにも獣の数字 666が身体についた新生児の写真が貼られており、いずれも死産だった。これまで獣と交わって孕まされた女性たちは、スキアーナという同じ名の女児を出産し、カルリータはその唯一の生き残りであった。マーガレットは捕まり、“悪い子の部屋”に監禁されるが、その時に絶叫するカルリータの口蓋に獣の数字を見た。マーガレットが地下室から持ち出したファイルを読んだガブリエル神父は、閉じ込められている彼女を救出し、ブレナン神父のもとへ向かう。ガブリエルもまた、ブレナンから反キリスト派の動向を示唆されていたが、証拠がなく相手にしなかったのだ。
マーガレットはブレナン神父が個人的に保管していた、修道女に抱かれた赤子の写真に違和感を抱き、持ち出した資料の中から写真が剥がれ落ちているファイルを見つけ出した。生き延びた新生児はカルリータ以外にもう1人いたことと、それが誰なのかを知り、マーガレットはディスコで失神した日のフラッシュバックを起こす。あの夜、反キリスト派に拉致されたパオロとサタニストたちに囲まれ、かつてカルリータの母たちがそうであったように、悪魔のペニスを挿入されながら受胎のための交尾をしている自分を思い出すのだった。
成人になるまでマーガレットを見守っていたローレンス枢機卿と、彼が率いる反キリスト派は、人間の女性と悪魔の間に産まれた男児を欲している。悪魔と獣姦を完遂した自分が妊娠していれば、お腹の子は追っ手が迫る前に殺さねばならない。マーガレットはブレナン神父やガブリエル神父とともに、中絶手術を受けようと車を走らせるが、突如として別の車の衝突を受けた。時計が6月6日を指した頃、既に悪魔との性交で受精していたマーガレットの子宮は急激に膨張し、彼女は何かに憑かれたように股間から羊水と体液を噴出する。
一連の首謀者ローレンス枢機卿に連れ去られたマーガレットは帝王切開で双子を産む。片方は女児、もう1人は男児だったため、サタニストたちは歓喜に沸く。メスを握ったマーガレットはローレンスを殺害するものの、教団は男児を連れ去り教会に放火。助けに来てくれたカルリータと共に、女児を抱いて脱出するマーガレットは炎に包まれた悪魔の姿を目撃した。スピレット神父はマーガレットを騙していたルスと車に乗り、ローマにいるアメリカ外交官ロバート・ソーンに反キリストを預けることにする。病院に勤務する悪魔教徒たちは、ロバートの妻が出産した直後の子を死産として処理し、マーガレットの子とすり替えた。数年後、人里離れた山奥で子供を育てているマーガレットのもとにブレナン神父が現われ、男の子は生きていることと、その名はダミアンだと告げる。

## キャスト
マーガレット・ダイノ
演 - ネル・タイガー・フリー
ローマの教会に奉仕活動のためにやってきたアメリカ人女性。
ローレンス枢機卿
演 - ビル・ナイ
ローマの司祭。ある目的のため、マーガレットを幼少期から成人するまで見守ってきた。
シルヴァ
演 - ソニア・ブラガ
孤児院の修道院長。
ブレナン神父
演 - ラルフ・アイネソン
マーガレットに反キリストの動向を警告する神父。
アンジェリカ
演 - イシュタル・カリー・ウィルソン
孤児院で働く修道女。カルリータの目前で自殺を遂げる。
ガブリエル神父
演 – タウフィーク・バルホーム
孤児院で働く若い男性の神父。ブレナン神父とは面識がある。
ハリス神父
演 - チャールズ・ダンス
教会の司祭。反キリスト主義派が隠蔽する歴史の闇をブレナン神父に伝えようとした。
パオロ
演 - アンドレア・アルカンジェリ
ディスコでマーガレットと踊った男。教会の闇の部分に触れてしまい恐怖感を抱く。
アルフォンゾ
演 - グイド・クアリオーネ
パオロの友人としてディスコで知り合った男。シルヴァ修道院長の指示で、教会地下室に火を放った。
ルス
演 - マリア・カバレロ
マーガレットのルームメイトの女性。
カルリータ・スキアーナ
演 - ニコール・ソラス
孤児院でマーガレットが関りを持つ年長児の少女。その出生には謎が多い。
妊婦
演 – ユージニア・デルビュー
分娩室でマーガレットと視線が合う妊婦の女性。その恐ろしい出産光景を見たマーガレットは気を失った。
キャサリン・ソーン
演 - レイチェル・ハード＝ウッド
駐ローマ米大使ロバート・ソーンの妻。
スピレット神父
演 - アントン・アレクサンダー
ロバート・ソーンにダミアンを預ける発案をする神父。
レイラ
演 – マティア・ソネヴィッチ、ラナ・スタノイェヴィッチ
マーガレットの子宮から産まれた女児。カルリータとマーガレットに育てられている。
ジャッカルの悪魔
演 - ジェームス・スワントン、アンジェルコ・パブロヴィッチ
二足歩行の獣型の悪魔。長い五本指に鋭い爪と犬歯、大きな陰茎を持ち、多くの人間の女性と交尾して妊娠させていた。

## スタッフ
- 監督 - アルカシャ・スティーブンソン（英語版）[16]
- 製作 – デヴィッド・S・ゴイヤー、キース・レヴィン[14]
- 製作総指揮 - ティム・スミス[14]
- キャラクター創造 - デヴィッド・セルツァー[14]
- 原案 - ベン・ジャコビー[14]
- 脚本 - ティム・スミス、アルカシャ・スティーブンソン、キース・トーマス（英語版）[14]
- 撮影 - アーロン・モートン[14]
- 編集 - ボブ・ムラウスキー、エイミー・E・ダドルストン（ドイツ語版）[14]
- 美術 - イヴ・スチュワート（英語版）[14]
- 衣装デザイナー - パコ・デルガド（英語版）[13]
- SFXスーパーバイザー - マウリツィオ・コリドーリ[13]
- クリーチャーデザイン/特殊効果 – アドリアン・モロー（英語版）[13]
- スタント・コーディネーター - アレッサンドロ・ボルジェーゼ[13]
- マーガレット スタントダブル – ルーシー・ジョンソン
- 音楽 - マーク・コーヴェン（英語版）[14]、ジェリー・ゴールドスミス（オリジナル・テーマ曲）
- 字幕翻訳 - 高内朝子[17]

## 製作
米ハリウッド・リポーターは2016年4月に、ベン・ジャコビーが脚本を書いた『オーメン』前日譚の制作が進んでおり、映画プロデューサーのアントニオ・カンポスが監督の交渉に入ったと報じた。
2019年3月にディズニーが20世紀フォックスを買収した後、『オーメン』前日譚の続報は流れてこなくなったが、2020年9月に『死霊館』の脚本家であるチャド・ヘイズとケイリー・W・ヘイズ兄弟が、このプロジェクトに関わって脚本を書いたことを認めた。チャドは「我々は『オーメン』の前編に参加した。フォックスで制作に入ったらしいけど、どうなるか見ものだ」といい、ケイリーは「ダミアンがどこから来たのかを皆さんにお話しできそうです。本当に楽しくて最高でした！」とコメントした。最初期のニュースで、アントニオ・カンポスがこの企画に関わっていることが報道されたが、この頃にはカンポスが今も参加している可能性は低いと書かれている。この時点でヘイズ兄弟のコメントから、ダミアンの誕生を描く内容になりそうだ、ということ以外は何も明かされていない。問題は、第1作の時点でダミアンの母はジャッカルで、父はサタン（悪魔）とされているものの、ディズニーが自社の映画に獣姦を盛り込むとは思えないと記事内で触れられている。
2022年5月には、アルカシャ・スティーブンソンが監督に就任し、製作総指揮を務めるティム・スミスと共に脚本のリライトも担当することが報じられた。
女流監督のアルカシャ・スティーブンソンは、70年代のホラー映画を観て育ち、特に大好きな作品が『オーメン』であったという。本作の製作総指揮と脚本を兼任しているティム・スミスと強制生殖をテーマにした映画の話をしていたスティーブンソンは、プロデューサーの1人が友人だったため、脚本を見せてもらい、若い女性の視点から描かれていることに惹き込まれた。「この映画は内容やストーリーの性質上、女性の身体の自立性について語っています。同時にホラー映画たらしめる部分は、これが身体を侵害されるボディ・ホラーという点でしょう。このようなイメージを通して身体を探求することは非常に興味深いことです」と、『オーメン：ザ・ファースト』のテーマ性を語っている。
ネル・タイガー・フリーが2022年8月下旬に主役にキャスティングされ、次いでタウフィーク・バルホーム、ソニア・ブラガ、ラルフ・アイネソン、ビル・ナイが出演し、デヴィッド・S・ゴイヤーとキース・レヴィンがプロデューサーを務めることが2024年1月に発表された。ティム・スミスは「この映画は開発に物凄く時間がかかったのですが、ある時突然、20世紀スタジオから“映画にはゴーサインが出た。ローマに行くんだ”と言われました」と、当時の困惑を話した。スミスは誰をキャスティングするのか、この映画が本当に実現するのかも全く分からないまま飛行機に乗った。「ローマ行きの飛行機の中でドラマシリーズ『サーヴァント』を観ました。ローマに着いた時には、“ネル（タイガー・フリー）こそマーガレットだ“と思いながら降り立ちました。その後、彼女と直接話をする機会があり、ネルは親切にも脚本の一部を朗読してくれたのです。それは映画の中でもっとも感情的かつ衝撃的なシーンで、圧倒されるほど素晴らしかった。ですから本当にスムーズに（マーガレット役に）決まりました」。オリジナル版の大ファンだったというフリーは 「自分のキャラクターが『オーメン』の世界のどこに当てはまるのかを考えて、かなり夢中になりました。『オーメン』だけでなく、ニコラス・ローグの『赤い影』や、ダリオ・アルジェントの『サスペリア』など、他の作品とのジャンル的な繋がりにもそそられました。ヨーロッパで悪意の力に遭遇したアメリカ人の戦いの話ですよね」と語った。
ルス役のマリア・カバレロは「『オーメン』のファンなら、きっとこの映画を気に入ってくれると思うわ。アンチ・キリストが産まれる理由や、その背景が描かれるんです。シリーズ第1作の時にはまだ分からなかった、教会の中に横たわる事情など様々な事実が解き明かされます」と語った。「『オーメン』の大ファンの人なら、この映画に大満足すると思うよ」と、ローレンス枢機卿役のビル・ナイも脚本の巧妙さを誉めた。「この映画には沢山の要素が盛り込まれていて、登場人物の成長や、その人たちに何が起きるのか、観客の皆さんはとても興味をそそられるでしょう」と話したビル・ナイは笑いながらこう続けた。「この映画の撮影は本当に楽しかった。みんな天使の側にいるような善良な人たちばかりだからね。だから善良な人たちの行動原理は、おおむね善意に基づいたものだと次第に気付いて行くだろう。でも、彼らは明らかに悪魔の側にいるんだ」。ビル・ナイの談話を裏付けるよう、プロデューサーのキース・レヴィンは以下のように語った。「権力を持つ組織や、そこの人々が、良かれと思って善意から恐ろしい行動に出ることは本当に不気味です。この作品では宗教的原理主義者の考えが、いかにして恐ろしい結果に繋がるかを描いています。しかもその目的は、自分たちの権力を維持するためで、彼らの目には世界をより良い方向へ導くための善行に見えているんですね」。
音楽には『バイオハザード: ウェルカム・トゥ・ラクーンシティ』や『ブラック・フォン』などのサウンドトラックを手がけたマーク・コーヴェンが起用された。『オーメン』シリーズに敬意を表すコーヴェンは、ジェリー・ゴールドスミスによるオリジナル・テーマ曲「アヴェ・サタニ」も採り入れながら、本作のために新たなスコアを書き下ろした。
アンジェリカが「あなたのためよ」と言いながら首を吊るシーンは第1作『オーメン』のオマージュであるが、ホラー映画ファンにとっても、ホラーの歴史にとっても重要な場面であるため、評論家たちから徹底的に分析されるだろうと気を揉んで、スティーブンソンは撮影前に緊張したという。スティーブンソンは「『オーメン』シリーズの面白さは、どこからともなく突然暴力が訪れるところにあります。しかしシリーズの前日譚で誰かが高い所に登れば、これから何が起きるかが予想され、シーンそのものが台無しになります。あの有名なシーンをどうやって新しい方法でやり直すのかを考えました」と語った。アンジェリカ役のイシュタル・カリー・ウィルソンは「彼女はこれ（首吊り自殺）をやりたいとは思ってないのでしょう。やらなければいけないという使命感のようなものがあるだろうけど、本当はとても怖くて、本心はやりたくないのだと思います」とスティーブンソンに話し、怖いというよりも観ていて辛い、悲しみをもたらす場面になった。
ジャッカルの悪魔に射精されたマーガレットの子宮が膨張し始め、彼女が異常さを帯びて行く一連のシーンは、アンジェイ・ズラウスキー監督の『ポゼッション』のオマージュであるとスティーブンソンは語る。台本は“マーガレットが車から這い出て、憑依される”としか書かれていなかった。スティーブンソンは午前4時の撮影前に『ポゼッション』の短い映像クリップをネル・タイガー・フリーに見せ「私はこういうものを作りたいし、こういう感じのものを想像している」と伝え、フリーは「うん、いいね。分かった」とだけ答えた。
フリーはリハーサルも振り付けもせず、監督が「アクション！」と叫ぶまで、マーガレットがどんな動きをするか何の演技プランも考えず本番に臨んだ。フリーは「撮影が終わってアルカシャが嬉しそうな顔で満足しているのを見た時、私も涙が出たの。私の人生の最大の目標はアルカシャを幸せにすることだったから。正直に言うと、とても大変だった。2テイク撮ったけど、どちらも長回しの１ショット撮影。撮り終わったのは午前6時でしたから。でも素晴らしく最高の1日でした」と、自身の演技に達成感があったと語っている。
シリーズ第1作『オーメン』で、ダミアン出生の謎に迫る場面で、墓を暴くと頭を潰された新生児の遺骨と、ジャッカルの骨が見つかる。『オーメン：ザ・ファースト』がこれに整合性を持たせるため、スティーブンソンは以下のように語った。「私にとって恐ろしかったのは、（墓の中の）ジャッカルを男性の姿として考えることでした。リチャード・ドナーが創った神話を守りつつ、どうすれば女性の身体が獣に蹂躙されるのを表現できるか。私たちが考えたのは、もしも反キリストをこの世に出現させるのなら、それは最も酷く恐ろしい状況であるはずです。そこで近親相姦のアイデアが浮かびました」。
バチカンに潜む悪魔信奉者たちは、ジャッカルと若い女性を交配させてアンチ・キリストの男児を作ろうとするが、奇形の女児しか生まれず繁殖計画は失敗が続いていた。カルト教団は数少ない成功例で生まれたカルリータかマーガレットを、父親であるジャッカルの悪魔と交尾させる近親相姦が最善と考える。まだ幼いカルリータは出産に適さないため、成熟した女性のマーガレットが選ばれた。薬漬けにされたマーガレットは巨大な獣の陰茎を挿入され、その交尾の末に父の子種を注がれて妊娠する。獣姦と近親相姦が組み合わさって、反キリストのシンボル、ダミアンは誕生するのだ。スティーブンソンは、女性キャラクターのマーガレットの身に起きる恐怖を見せるため、この意図が確実に表示されるよう全力を尽くした。これは性的虐待を隠蔽する教会や、バチカンから小さな教区まで、神に仕える司祭がセックスに絡む罪を犯すことへの皮肉でもある。ジャッカルの悪魔を、自分の娘を犯す父親として描くのは、権力の濫用の寓話だ。
スティーブンソンは映画公開日に合わせたポッドキャストインタビューで「これはネタバレの領域になりますが…」と前置きして「悪魔の怪物と、そのペニスが見えて、どうやってダミアンが作られたのかが分かります。恐ろしく不本意な帝王切開も描かれます。しかしこの映画は、それらがみんな本物らしく見えることに意味があります。私は女性の身体や出産、女性器を不快な物とか恐怖の器として描く気は一切ありません。重要なのはそれを強制する人々の側です。女性の肉体を侵害する彼らこそが本物の恐怖なんです」と話している。
映画情報サイト『CBR』のレナルド・マタディーンによる本作のレビューでは、“反キリスト一派にはジャッカルのような悪魔がいて、同じ血統の女性と交配して子孫を作り、その娘と再び交尾しなければ、世界を恐怖に陥れる悪魔の男児は産まれない”と言及。マーガレットがセックスをした悪魔は、教団が証拠隠滅に放火した教会と共に焼死してしまうが、これが『オーメン』で悪魔教団がどのようにしてダミアンの親であるジャッカルの骨を隠したかの説明になるだろう、と結んでいる。
脚本と監督を兼任したスティーブンソンは以下のように語った。「私たちにとって重要だったは、過去のシリーズを知らない人でも楽しめる、これ自体でしっかり成立する映画を作ることでした。ですので、素晴らしい1976年の『オーメン』はぜひ観ていただきたいのですが、私たち独自のメッセージも感じ取って、この映画の議論に参加して欲しいです」。スティーブンソンと共同で脚本を手がけた製作総指揮のティム・スミスは「私たちは最初から、この映画の題材を“天国から地獄への転落”と捉えていました」と語った。「スタッフ全員がアルカシャのビジョンを支え、製作現場には信じられないほど強い仲間意識が溢れていました。主人公マーガレットを通して、輝く夢が悪夢へと変わって行く物語ですが、完成した映画は私々の想像をはるかに超える凄い物になったと思います。シリーズの大ファンの方々も、初めて観る皆さんも、この旅路を共に楽しんでいただきたいです」。
なお、2016年に製作着手が報じられた『オーメン：ザ・ファースト』が、完成まで長く時間がかかったことについて、本作と同時期に公開された20世紀スタジオ作品『猿の惑星/キングダム』も引き合いに出しながら、2019年に20世紀フォックスがディズニーに買収されたことによる、ビジネス面の大きな混乱が関係したのではないかと推測されている。

## ポスト・プロダクション
『オーメン：ザ・ファースト』は、現場で撮影した実際の素材と、完全なデジタル加工の視覚効果が組み合わされている。シスター・アンジェリカが身体に火を点けて首を吊るシーンは、アンジェリカのスタントを務めるルーシー・ジョンソンが、バルコニーから飛び降りるショットを何度か撮影。次にプロダクション・デザインのチームが制作した、現物の2/3スケールの孤児院の壁に、火を点けたダミー人形を吊り下げて振った。これらを参考資料に視覚効果スタッフのベン・キングがデジタル作業で仕上げている。ロープの勢いでアンジェリカの遺体が振り回されて燃える感じは、ダミー人形を燃やしながら吊るした参考素材があったからこそうまく仕上がったとベンは言う。ベンは『DEAD CENTRAL』のインタビューの中で、アンジェリカの死体が燃え上がるシーンを延長する作業でも、出来る限り実写を使用し、スタジオで撮影されたものと合成用素材で炎を補強していると話した。「私たちは常に実用的なものを基盤に持つよう努めました。これはスティーブンソン監督にとって重要なことで、映画に使われたプロップや実際の現場の効果を見れば分かります。『オーメン：ザ・ファースト』は可能な限り、実用的な物を用いて撮っているんです」と語った。
ローマの街を脱近代化するため、現代的なものは全てデジタルで消し、70年代当時の自動車をアニメーション・チームが手作業で道路に配置。この時代にローマを走っていた車の模型をスタッフが購入し、短いショットに耐えられるよう仕上げて合成している。空港のシーンは、撮影したエキストラに、さらに多くの車や人物を追加する必要があった。バリエーション豊かなデジタルの群衆モデルと車を作成しており、レイヤー処理で実際の写真と合成する技術も導入されている。
また、自動車事故で身体が千切れるパオロの描写は、上半身のダミーボディに、滴り落ちる血、胴体の切断面をCGで合成し、内臓と腕を揺らすモーションを加えた。垂れ下がった臓器の一部は、プロテアーゼを使って現場で撮ったものであるが、本物らしく見えるよう更に合成を重ねた。パオロ役のアンドレア・アルカンジェリをスキャンした身体のデータも役立ったという。
映画の肝であるジャッカルの悪魔は、当初は特殊メイクを施したパフォーマーが演じるスーツキャラクターだったが、制作途中でクリーチャーはもっと獣らしい外見にしようというスティーブンソンの提案で、視覚効果スタッフにラフスケッチが渡された。それをもとに3DCGソフトのZBrushでモデルの開発が始まり、監督が満足する最終デザインに固まるまで、悪魔は複数のバリエーションが作られた。アニメーション・チーム、監督、特殊効果チームが連携を取り、グレーのスーツを着たモーションアクターが演技する際は、監督から細やかな注文が付けられ、デジタルスタッフはアクターの動きを極力活かすよう努めた。事前に悪魔役のアクターの全身をスキャンし、いつでもデジタルのクリーチャーに置き換えられるようにデータの用意をしていたと、視覚効果スタッフのジェームズ・クーパーが証言している。
デジタル作業で悪魔のデザインに取りかかる前に、スティーブンソンからは自分が望んでいることの概略を示す最初のスケッチと、その生き物がどのようなものかなど、参考資料がいくつか提供された。デジタルチームへの指示は「この生き物はずっと汚物の中で生きてきた」というものだった。奇怪な生き物は全貌を見せない方が良いというスティーブンソンにスタッフも同意したが、完全に見せられないにしてもCGモデリングは非常に詳細にディテールを作りこまれ、いつでも全体像を公開できるほど堅牢でリアルな物が出来た。ベンは「汚物の中で生きてきた怪物は疥癬にかかっているはずだ」という考えのもと、様々な疥癬の資料を集めて研究した。悪魔の全身と、マーガレットの裸身を愛撫する爪の生えた手はデジタルで作られたものだが、短いシークエンスで映る悪魔の勃起した陰茎は、シリコン製の実物が制作されている。『DEAD CENTRAL』のインタビューで、ベンは記者から「彼（悪魔）の生殖器が映画でちょっと見られるそうですね」と質問され、人体に装着するような人工装具で、実用的な物を作ったよと回答しているが、スティーブンソンは別のインタビューで「あれはシリコン製です。撮影現場ではみんな悪魔のペニスの実物に魅了されていました」と語った。マーガレットがジャッカルと獣姦してしまったことが観客に伝わるよう、様々な見せ方を考えて陰茎のアップを撮影し、撮った素材の長さは尺に直すと20フィート（約6メートル）もの量になる。スティーブンソンと美術スタッフは、“悪魔のペニスが女性器に対してどれほど大きいか、膣の中にどれぐらいの時間入っていたのか、硬さや質感はどんな感じなのか”を真面目に議論した。本編には濡れて光る陰茎の先から、精液がこぼれ出ているカットが採用された。
映画の終盤で悪魔が燃えあがる場面は、パフォーマーが演じたクリーチャーで撮影を行なっていたが、プロジェクトの途中で悪魔のデザイン変更があったため、フルデジタルのモデルで悪魔を構築したもので作り直され完成版に使われた。炎の出現と燃え尽きる教会のタペストリーは、すべて実際の炎をハイスピードカメラで撮影し、そこに本物と区別がつかないほどのデジタルの炎を加えている。

## 検閲との戦い
分娩シーンを理由にアメリカの映画配給協会MPAは、本作のレーティングをNC-17に指定した。1990年代までX-Rated（成人向け）と呼ばれた区分である。監督のスティーブンソンは「もし私たちが女性の体のホラーについて話すつもりなら、それは強制生殖について語ることになるので、性的ではない形でも女性の体を直接見せなければなりません。このショットは必要であり、とても誇りに思っています」と主張。プロデューサーのデヴィッド・S・ゴイヤーとキース・レヴィンはスティーブンソンの意見を支持し、R指定に変更させるために長い戦いと議論を続けた。
映画公開前の2024年4月1日、『COLLIDER』の女性記者ペリー・ネミロフとの対談の中でもスティーブンソンは「ご存じの通り、もう今は2024年ですよ。真正面から見た、男根が写っている男性のヌードも、女性のヌードも世に溢れている。それなのに女性器だけは未だに神聖な光で隠されています」と話している。「MPAとのやりとりが戦場になると気づいた時、プロデューサーを含めたスタジオ全員が、膣のアップショットを実現するために私を支持してくれたと思います」。
スティーブンソンは当初、MPAが本作をNC-17に指定したと聞いた時「ショックを受けた」という。「膣を正面から撮ったカットがあり、その膣口から悪魔の手が出てきます。この映画の中には沢山の血と暴力があって、悪魔の陰茎のクローズアップもある。それなのに映画の審査で毎回フラグが立ったのは膣のアップシーンだけ。MPA審査委員会との交渉プロセスには、本当にイライラさせられた」「最終的には、悪魔の手が完全に膣から伸びたショットで、陰唇にピントが合わなければ許容できる、ということが先方の妥協点になった。それで時間調整のために悪魔が膣内から出てくるところを真横から撮ったショットを追加したの。でもこれが却って生々しくなった。審査委員会はこのシーンをむしろ暴力的に変えたように思う」と話した。
ポッドキャストのインタビューでスティーブンソンは、『オーメン：ザ・ファースト』の鍵は、女性の身体が内側から外側まで徹底的に犯される映画であることを強調し、「作り手がそのイメージから逃げることは、ちょっと非論理的だと思います。ですから悪魔が出てくるために限界まで拡がった膣が映し出されるのは重要なことです」と話している。「MPAとのやりとりで徐々に分かってきたのは、審査委員会の彼らが不快感を抱いているのは、膣内から伸びてくる悪魔の手ではなく、その直前に画面に映る膣そのものだということでした。アメリカの検閲官は、バイオレンスや流血は重要視しないのに、セクシュアリティに異常にこだわる。教科書に載っているのと同じ画像を問題視しているのです。これはセクシュアリティの問題ではなく、解剖学の話ですよ」と、スティーブンソンは審査基準の曖昧さに怒りを隠さなかった。「ボディホラーであるこの映画の中には、不快なイメージが沢山あります。悪魔のペニスも映りますが、それっぽく偽装したイメージとか比喩じゃなく、勃起しているペニスそのものです。しかし何故かこれは審査委員会にとってNC-17の対象になりませんでした。彼らが何度も修正を求めてきたのは分娩シーンの膣だけ。勃起状態のペニスが映っているのに、分娩時の膣を見せるのはダメだというダブルスタンダードは奇妙に感じますよね。彼らに質問することさえできないので、MPA側の考えを我々がゆっくり探って理解するしかありませんでした」。
最終的にスティーブンソンはR指定にするため、該当シーンを当初の約13秒から現在の上映版まで短縮したが、着地点には非常にこだわった。MPAとの検閲の戦いの一方でスティーブンソンは、これが観客にどのように受け取られるかについて緊張していた。「その間ずっと、ゴイヤーとキースはとても私に協力的でした。その言葉に怯まない彼らと一緒に仕事をしたいと心から思いました。人々が“膣”という言葉を言えるかどうかは、大きなリトマス試験紙になると思います」と明かしている。

## 反響
映画公開後の4月10日、監督のスティーブンソンは『CINEMA BLEND』のインタビューで、本編に悪魔の陰茎が出てくることを明かしたくてしょうがなかった、と打ち明けた。ビデオ・プロデューサーのジェフ・マッコブが本作の鑑賞中に、大きく勃起した悪魔のペニスがクローズアップで映っていることに気付き、スティーブンソンにこの件を質問。スティーブンソンは誰かがこれを聞いてくれるのをずっと待っていたと話した。「分娩シーンの検閲で、MPA審査委員会に何度も何度も足を運んだの。この映画にはジャッカルの陰茎も映っているんですけどね。“ジャッカルの陰茎”、”悪魔の男根”、”地獄の獣のイチモツ”……まぁ、呼び方は何でも構わないのだけど、キャストとスタッフが、私の案を共有してくれて、ただただ安心しました。悪魔の陰茎が撮影現場にあれば、映画に取り組んでいる全員が、当然それに興味を持つでしょう……そうですよね？」と明かした。マッコブが「悪魔の陰茎のアップは20フレームぐらい映っていたかな？」と訊ねると、スティーブンソンは「いいえ、12フレームです。本当は22フレームぐらい欲しかったけど……」と答えた。マッコブの質問に答える形でスティーブンソンは「陰茎の表面にリアルなテクスチャーを付けるか？ 先端から精液が滲み出る様子を見せようか？　想像でしかない悪魔の獣のペニスの質感や、愛液の粘り付きをどうするかまで、クリエイティブ・チームと徹底的に議論を重ねました」と話した。「最終的な編集でどのカットが残るか分からないから、およそ考え付く限り、数多くの悪魔の陰茎のバリエーションを撮っておいたの。『ファイト・クラブ』のサブリミナル・カットに出てくるペニスと同じね。最後までやり切れて良かったと思います。この質問をしてきたのは貴方が初めてだけど、ずっとこのことを話したかったの」とスティーブンソンは続けた。
IMDbでは、130人中36人が“中程度のヌードがある”と評し、その理由に「胸、尻、性器を含む女性のヌードと、生々しい出産シーンがある」「女性の膣とそこから出てくる生物のクローズアップ」を挙げた。また60人中42人が「帝王切開による血生臭い出産場面がある」「修道女が頭からフードを被り、悪魔に犯されるための準備をする」「女性が男性の首にメスを突き刺し、おびただしく出血する」「修道女が身体に火を点けて身を投げるショッキングな首吊りがある」などを理由に“強めの暴力と流血描写がある”と評した。54人中34人が“強めの恐ろしい場面と激しい場面がある”と評し、「サタニストたちが母親と赤ん坊を生きたまま焼き殺そうとする」「不穏で長い出産シーンで、妊婦の膣内から悪魔の爪が現われる」「修道女が爪のある恐ろしい手で身体をまさぐられたり、悪魔の舌で舐められる」を挙げている
ジャッカルの悪魔と肉体関係を持つシーンや、蜘蛛と物理的に近づくショットは、スタンドインに任せたか、自分で演じたのかというハリウッド・リポーターのインタビューに、ネル・タイガー・フリーは「確かにいくつかは耐えたわ。悪魔と1体１の撮影もあったし。お腹の上で悪魔のアレがマクロ状態のカットがあるのだけど、それは私だったり、そうでなかったりする。実際、どのシーンが私でなかったのかは忘れちゃったけど、ほとんどは全て私よ」と答えている。
これから『オーメン』シリーズはどう展開するのか？ フランチャイズの復活と見てよいか、というインタビューに対しスティーブンソンは、「そうですね、本当にそう願っています。宗教にまつわるホラーが愛されるのは、個人や社会の不安を表現するのに、非常に良いジャンルだからと思います。『オーメン：ザ・ファースト』の最後のシーンに、とても多くの質問が寄せられましたが、これをもとに様々な方向に進むことが出来ます。ですから、私もシリーズの今後の展開を願っています」と語っている。

## シリーズ第1作目からの変更点
映画が公開されると、多くの評論家と映画ファンの支持を集めたものの、その一方でシリーズ第1作『オーメン』と本作の齟齬を指摘する声も挙がった。グレゴリー・ペック演じるロバート・ソーンに警告に来る老いたブレナン神父が、ダミアンの母親はメスのジャッカルと言っているからだ。
Rotten Tomatoesの評論家でもあるエンタメ系ジャーナリストのジェフリー・ハリスは、『COLLIDER』の記事内で「もともと最初の映画でダミアンの父親と母親の系譜に誤りがあったのではないか」という論を述べた。「1976年の映画とその後の続編では、ダミアンはメスのジャッカルから産まれ、体内にジャッカルのDNAを受け継いでいると言われている。『オーメン：ザ・ファースト』ではマーガレットがダミアンの実の母とされており、彼女が燃え上がる教会で見た生き物は、オリジナル版でダミアンの母の墓から見つかった遺骨の主だろう」と持論を掲げている。
『スクリーン・ラント』の女性記者エイドリアン・タイラーは、「『オーメン：ザ・ファースト』に修道女が登場したことで、ダミアンの母は山犬という説よりもリアルで信憑性を増し、より恐ろしいものになった」と解説する。「もし本作が反キリストを受精するためにジャッカルの設定を残したいのであれば、“メスの獣がダミアンを産んだ”ことよりも、ずっと信じられる方法でそうすることが出来ます。ジャッカルと交尾した修道女の子宮から産まれたのだと。『オーメン』の歴史で今までジャッカルの詳細な説明がなかっただけに、人間の女性を登場させたのはシリーズの大きな前進でしょう。この前日譚は、ジャッカルが反キリストの化身ダミアンと、何故、どのように関係しているのかを後付けで説明する最高のチャンスです」と結んだ。同様に『スクリーン・ラント』のブランドン・ザカリーとトム・ラッセルは、本作に於けるマーガレットとジャッカルの関係、ダミアンに双子の妹がいたことは、『オーメン』シリーズの設定変更ではなく“拡張”だと表現している。「『オーメン：ザ・ファースト』の結末は、この映画に於ける重要な強みであり、多くの評論家は本作が想像上のファン層の圧力に屈せず、『オーメン』世界への言及を強引な形で行わなかったことを賞賛した。多くのホラージャンルに見られる、古典的フランチャイズの人気に乗じて金儲けしようとする試みを、20世紀スタジオが上手く回避したことを意味する」と好意的に評した。
『CBR』の記者レナルド・マタディーンは「第1作の設定が改変されたことを不満に思う声をネットで見て、かなり意外に思った。ダミアンを産んだ母はまぎれもなく、元の設定と変わらずジャッカルの血族だからだ。1976年の映画と本作の連続性を解決できる説明はある」と指摘する。「『オーメン』でロバートに警告するブレナンの話は少々微妙だが、いくつかの重要な詳細を省略しているとも言える。ブレナンがマーガレットやその他の状況から間接的に事情を知り得たことを考えると、これは理解できる省略形でもある」と、ブレナン自身が詳細を知り得てない可能性を示唆した。マタディーンはTVムービー『オーメン4』にも触れ、「ジャッカルの伝説を無視した4作目で、アンチ・キリストを生み出すための別の血統が説明されている」と記している。「カルト教団はロバート・ソーンとキース・ジェニングスが見つけたダミアンの母“マリア・スキアーナ”の墓に、子作りの儀式に使ったジャッカルの死骸を捨てただけかも知れないし、あるいは本当の母親の足跡を辿らせないように創り出した神話かも知れない」と書いている。
同じく『CBR』の女性評論家ナターシャ・エルダーは、「燃えて体積が小さくなり、損傷の激しい獣の骨がオスかメスかを正確に判断するのは1970年代では難しく、『オーメン』でジャッカルの性別がメスと誤認されたのは無理もないでしょう」としつつも、ブレナン神父とロバート・ソーンの会話に不自然さは残ると指摘する。エルダーは「ジャッカルの悪魔がメスではなくオスと定義されたのは、今回の映画の筋書きに必要なことでした。『オーメン：ザ・ファースト』のテーマは、アンチ・キリストの男児を作るために、カルト教団が獣のオスの生殖器で女性を性的に凌辱する話なのですから」と設定の変更を肯定した。「ブレナンはマーガレットを孕ませた悪魔の性別を知っていたはずです。そのためダミアンの母はメスの山犬だと言った話に疑問は残りますが、彼はロバートの信用を得るため、自分が状況に近いこと仄めかそうとして、その場にいたと偽っていた可能性もあります」と推測している。

## 評価
レビュー収集サイトのRotten Tomatoesでは、162 件の批評家レビューのうち 81% が肯定的で、平均評価は 6.9/10 となっている。同ウェブサイトの総意は「この前日譚は、50年近い映画シリーズの枠内でありながら、しばしば恐ろしいものを描き出し、フランチャイズにとって明るい未来を予想させる」としている。『シカゴ・サンタイムズ』の映画評論家リチャード・ローパーは「アルカシャ・スティーブソンの強烈で熱狂的なスタイルで監督され、ネル・タイガー・フリーによる感動的な演技と、ソニア・ブラガ、ビル・ナイを始めとするサポートキャストの素晴らしい演技が特徴」と絶賛した。
『ロサンゼルス・タイムズ』の映画編集者ジョシュア ・ロスコフは、「この映画では天才が働いている。『M3GAN ミーガン』の凶悪な少女型ロボットを創り、『ザ・ホエール』でアカデミーメイクアップ賞を受賞した、特殊メイクと人工装具のデザイナー、アドリアン・モローだ。本作でモローは、満杯で破裂寸前の子宮を製作している。産婦人科医なら、新生児の頭が出てくるだろうと思っている女性器の奥から、有りえない爪を持つ悪魔の手が現われる。これは映画のR指定を限界まで押し上げた悪夢の映像だろう」と特殊メイキャップの素晴らしさを高く評価した。
女性映画評論家アリソン・フォアマンは、『Indie Wire』の映画評で「オリジナル版『オーメン』の続編は、どんどん内容が弱くなり、2006年のリメイク版が酷い駄作に終わった後、ダミアンはフランチャイズの危機に直面しました。 しかし本作はIP再訪の正当な要件をすべて満たしており、前作を改善しているため、もっと多くの章を費やして物語が作られても良いでしょう。既存のシリーズにシームレスに収まり、ぞっとするような新たな未来に進む珍しい前日譚でもあります」と評している。
ほぼ同時期に制作・公開された『IMMACULATE 聖なる胎動』と並んで、本作はナンスプロイテーション映画と見なされている。
読売新聞文化部の木村直子は「フォトジャーナリスト出身のスティーブンソン監督はグロテスクなまでに身体に肉薄し、交合や出産の儀式を写実的に描く姿勢には、やはり女性の視点を感じる。神の権威を高めるために悪が必要という論法は無茶苦茶なようで、妙に納得もできる」と称賛を贈った。
『スラッシュフィルム』の記者ビル・ブリアは「ダミアン・ソーンの物語がここからどこへ向かうのかは分かっているが、マーガレット、カルリータ、ダミアンの双子の妹に会うのはこれが最後なのかは分からない」と、続編の可能性を探り、「この双子の赤子は以前見た誰か…例えば（映画第3作で）最終的にダミアンを殺すケイトかも知れない。そうなると双子は近親相姦を犯しているが。ブレナンは反キリストを止めるための探求にマーガレットを使うのか？ もしそうなら、彼女は加わるのか。それは時が経てば分かるでしょう」と未来への展望を示した。

## 興行
4月5日に日米同時公開された『オーメン:ザ・ファースト』は、日本の全国映画動員ランキングトップ10で初登場8位。『オッペンハイマー』、『ゴーストバスターズ/フローズン・サマー』といった話題作の翌週公開にしては好成績のスタートであった（2024年4月5日～7日 興行通信社調べ）。
アメリカではレジェンダリー・ピクチャーズの大作『ゴジラxコング 新たなる帝国』が封切られた4月下旬も、全米ボックスオフィスラキングの10位にランクインした（4月19日～4月21日のデータ）。2024年6月27日時点ではアメリカとカナダで約2,010万ドル、その他の地域では約3,370万ドル、全世界では5,380万ドル以上の興行収入を記録している。

## 続編への展望
映画の公開が一段落した2024年5月30日、スティーブンソンとタイガー・フリーは、『COMINGSOON.net』の編集長タイラー・トリースのインタビューで、本作の結末に関する様々なことをネタバレ満載で語った。映画の最後に登場するブレナン神父は、マーベル映画のニック・フューリーのようだね、と聞かれたスティーブンソンは「そう、その通りです。あれは『アベンジャーズ』のポストクレジットシーン（エンドロールの後に付くオマケや、続編を匂わす描写）なの。まず私たちにとって、マーガレットが生き延びたこと、彼女が家族をまとめて順調な暮らしをしていることを観客に見せるのが重要でした。ブレナンが生きていることを示す必要もありました」「最初に編集したこの映画の尺は3時間近くありました。それを短編映画にする覚悟で2時間に編集したんです。でも、マーガレットの物語に焦点を絞れたことは結果的に良かったと思います」。
フリーは、双子を産んで、その女児の方を育てるマーガレットのその後が見たいという。「マーガレットは自分で望んだわけじゃない妊娠をさせられ、双子の母になった人だと思います。彼女が善を表わす子と悪を表わす子、あるいはどちらも悪い子供を持つことに苦悩し、母親としてどう対処するのか。それを見ることはとても興味深いです」と語り、こう続けた。「私たちは映画の最後に、マーガレットの娘を愛らしい小さな女の子として見ます。でも悪魔の子ダミアンだって、最初は愛らしい男の子でしたよね。私たちはこの可愛い少女がどんな力を持っているのか分かりませんし、それを見たいとも思います」
スティーブンソンは、マーガレットの娘レイラが、将来のための多くの可能性を持っていると話す。「女性版のダミアンが何を表わし、何を意味するのか。ダミアンが悪なら、彼女は善なのか？ ただそれだけなのでしょうか？ 非常に多くの異なったドラマがあり、レイラが表わせるものはもっと沢山あり、また、そうである可能性を秘めています」。『バラエティ』誌の中でもスティーブンソンは、このフランチャイズには成長し続ける余地が十分にあると考え、ぜひその一員になりたいと前向きな発言をしている。「宗教を題材にしたホラー映画は豊かなサブジャンルで、まだやるべきことが沢山あります。ジャッカルの悪魔はどこから来たのか？ 教会の陰謀についても掘り下げてみたい。マーガレットと子供たちがどこへ向かうのか、レイラの将来はどうなるのか。この話を私は何時間でも話せます」。
『RadioTimes』の独占インタビューの中でもフリーは、この出来事の後にマーガレットや他の登場人物に何が起こるのか、「とても知りたい」と話している。「アルカシャとそのスタッフが、この映画の最後にひねりを加えたことをとても見事だと思うし、それがこれから多くの物語の扉を開くことになると思うの」。